# Dülmen
Dülmen ['dʏlmn̩] – miasto w Niemczech, w kraju związkowym Nadrenia Północna-Westfalia, w rejencji Dülmen, w powiecie Coesfeld. W 2010 roku liczyło 46 762 mieszkańców.

## Współpraca
Miejscowości partnerskie:
- Charleville-Mézières, Francja
- Fehrbellin, Brandenburgia